# پاسیم (وارمی-ماسوری)
پاسیم (به لاتین: Pasym) یک شهر و گمینا در لهستان است که در گمینا پاسم واقع شده‌است. پاسیم ۱۵٫۱۸ کیلومتر مربع مساحت و ۲٬۵۵۶ نفر جمعیت دارد.